# Au am Rhein
Au am Rhein è un comune tedesco di 3 475 abitanti, situato nel land del Baden-Württemberg.